# Gaig terrestre camacurt
El gaig terrestre camacurt (Brachypteracias leptosomus) és una espècie d'ocell de la família dels braquipteràcids (Brachypteraciidae), i única espècie del gènere Brachypteracias. Habita la selva humida de Madagascar.